# 千佛崖造像 (济南)
千佛崖造像，位于山东省济南市历城区，位于神通寺遗址白虎山腰的石壁上。现存石窟100余孔，210身佛像，分布在长100米的石壁之上，年代多为初唐。1988年1月13日和龙虎塔、九顶塔一道以千佛崖造像的名义列入第三批全国重点文物保护单位。